# Raquel Santanera i Vila
Raquel Santanera i Vila (Manlleu, 1991) és una poeta catalana. Alguns dels seus poemes han estat traduïts al castellà, anglès i italià. Des del 2019 és una de les tres programadores del bar L'Horiginal de Barcelona, i també coordina i programa el cicle de poesia i art «Els Vespres Malgastats» a la comarca d'Osona.

## Obra publicada
- Teologia poètica d’un sol ús (Viena Edicions, 2015; 40è premi de poesia Martí Dot)[5]
- De robots i màquines o un nou tractat d’alquímia (El Gall Editor, 2017; premi Pollença de poesia)
- Reina de rates. Crònica d’una època (Pagès Editors, 2021; 36è premi Miquel Martí i Pol de poesia)[6]